# Guvernementet Orjol
Guvernementet Orjol, även kallat Orel, var ett guvernement i mellersta Ryssland och senare RSFSR, 1797–1928.
Det var beläget mellan Kaluga och Tula i norr samt Kursk i söder. Det hade en yta på 46 727 km2 och en befolkning på 2 629 000 invånare (1910), nästan uteslutande ryssar, som tillhörde den tillhörande rysk-ortodoxa kyrkan.
Landet, var en slätt, i vilken floderna grävt djupa fåror, hade en höjd på omkring 280 m. ö. h. Det tillhörde i öster och norr det devoniska samt i söder och väster kritsystemet.
Såväl i ekonomiskt som i fysiskt hänseende sönderföll det i tre delar. Den östra, till Dons flodområde hörande, delen var den tätast befolkade, hade fet humusjord (s. k. svartjord) och företrädesvis åkerbruksidkande befolkning. Den mellersta, omkring Oka, hade humus och lera blandade och var övervägande industriidkande; den västra delen, omkring Dnjeprs biflod Desna, hade till större delen sandjord och var skogbevuxen, varför åkerbruket där var av underordnad betydelse. Av hela arealen var 62 procent åker, 12,5 procent ängsmark och 20 procent skog. Jämte spannmål (företrädesvis råg och havre) exporterades mycket hampa (i hampodling står Orjol främst bland alla guvernementen). Kreatursaveln var högre utvecklad än i angränsande guvernement.
1900 fanns 8 889 industriella anläggningar, som sysselsatte över 43 000 arbetare, de flesta små verkstäder; de större var mestadels kvarnar, garverier och sockerfabriker. I Brjansk fanns ett kanongjuteri, och i närheten därav ligga de stora Maltsovska verkstäderna (järn- och maskinverkstäder, glashyttor m. m.), som gav arbete åt flera tusen personer. Orjol delades i 12 kretsar (ujezd). 

## Källa
Den här artikeln är helt eller delvis baserad på material från Nordisk familjebok, Orel, 1904–1926.